# В духе Рождества
«В ду́хе Рождества́» (англ. Spirited) — американский рождественский комедийный музыкальный фильм режиссёра Шона Андерса и сценаристов Андерса и Джона Морриса, являющийся современной адаптацией повести Чарльза Диккенса «Рождественская песнь в прозе». Главные роли исполнили Уилл Феррелл, Райан Рейнольдс, Октавия Спенсер, Сунита Мани и Патрик Пейдж.
Фильм вышел в ограниченный прокат США 11 ноября 2022 года, а 18 ноября стал доступен на стриминговом сервисе Apple TV+. Картина получила положительные отзывы от критиков и ещё более положительные от зрителей.

## Сюжет
Современное музыкальное переосмысление классической рождественской повести «Рождественская песнь в прозе».

## Актёрский состав
- Уилл Феррелл — Марли, нынешний Дух Настоящего Рождества, Эбенизер Скрудж, позднее Роберто
- Райан Рейнольдс — Клинт Бриггс
  - Нико Тироцци — Клинт в возрасте 8 лет
  - Томас П. Гиллис — Клинт Бриггс в будущем
- Октавия Спенсер — Кимберли
- Сунита Мани[англ.] — Бонни, Дух Прошлого Рождества
- Патрик Пейдж[англ.] — Джейкоб Марли[англ.]
- Марлоу Барклей — Врен/молодая Керри
- Лорен Дж. Вудс — Дух Грядущего Рождества
  - Трейси Морган озвучил Духа Грядущего Рождества
- Эйми Карреро — Нора
- Джо Типпетт[англ.] — Оуэн
- Андреа Андерс — Керри
- Джен Таллок — Венди
- Пи Джей Бирн — мистер Альтели
- Роуз Бирн — Карен
- Гэвин Мэддокс Бергман — Оливер Твист
- Джуди Денч в роли самой себя
- Джимми Фэллон в роли самого себя

## Производство
20 сентября 2019 года было объявлено, что Шон Андерс и Джон Моррис, одни из создателей фильма «Здравствуй, папа, Новый год!», стали режиссёрами и сценаристами, а также продюсерами фильма посредством своей продюсерской компании Two Grown Men наряду с Уиллом Ферреллом и Джессикой Элбаум из Gloria Sanchez Productions и Райаном Рейнольдсом и Джорджем Дьюи из Maximum Effort. В следующем месяце стало известно, что компания Apple получила права на показ фильма. Позднее сообщалось, что производственный бюджет фильма составил $60 млн, а вскоре он был увеличен до $75 млн.
Параллельно с объявлением проекта Феррелл и Рейнольдс получили в нём главные роли. Каждый из них получил гонорары в размере $20 млн. 8 февраля 2021 года к актёрскому составу присоединилась Октавия Спенсер и было подтверждено, что Рейнольдс сыграет главного героя Клинта Бриггса, а Феррелл — Духа Настоящего Рождества. В июне Сунита Мани получила роль Духа Прошлого Рождества.
Съёмочный период начался 6 июля 2021 года и завершился 18 октября.

## Премьера
Фильм «В духе Рождества» вышел в ограниченный прокат США 11 ноября 2022 года, а 18 ноября он стал доступен на Apple TV+.

### Маркетинг
В 2022 году в продажу поступит 12-дюймовый винил с песнями из фильма, где на стороне A записана песня «That Christmas Mornin’ Feeling» в исполнении Феррелла, а на стороне B — «Do a Little Good», исполненная Ферреллом и Рейнольдсом.

## Реакция
На сайте-агрегаторе рецензий Rotten Tomatoes «В духе Рождества» имеет рейтинг 69 % от критиков и 79 % от зрителей со средней оценкой 6,1 / 10 при 38 положительных отзывах. Консенсус сайта гласит: «Хотя он и привносит мало нового в традиционные адаптации Диккенса, „В духе Рождества“ имеет настолько гениальное наполнение, что им легко можно время от времени наслаждаться». Metacritic, выставляющий оценки по среднему арифметическому взвешенному, присвоил фильму 54 балла из 100 возможных на основе 20 отзывов, что указывает на «смешанные или средние отзывы».